# Автошлях Т 1819
Автошля́х Т 1819 — автомобільний шлях територіального значення у Рівненській області. Пролягає територією Березнівського району через Соснове — Маринин. Загальна довжина — 8,3 км.

## Маршрут
Автошлях проходить через такі населені пункти:
| Автошлях Т 1819     |        |
| Рівненська область  |        |
| Березнівський район |        |
| Соснове             | Т 1812 |
| Маринин             |        |